# Six Stories
Six Stories (Șase povestiri) este o colecție de povestiri de ficțiune de  Stephen King. A fost publicată în 1997 de Philtrum Press ca o ediție limitată (1100 de copii însemnate și numerotate).  Cele Șase povestiri sunt:
- "Lunch at the Gotham Cafe" (mai târziu publicată ca parte a colecției Everything's Eventual, ușor revizuită)
- "L. T.'s Theory of Pets" (mai târziu publicată ca parte a Everything's Eventual)
- "Luckey Quarter" (mai târziu publicată ca parte a Everything's Eventual)
- "Autopsy Room Four" (mai târziu publicată ca parte a Everything's Eventual)
- "Blind Willie" (mai târziu publicată ca parte a Hearts in Atlantis, semnificativ revizuită)
- "The Man in the Black Suit" (mai târziu publicată ca parte a Everything's Eventual, ușor revizuită)

## Legături externe
- 'Six Stories' at HorrorKing.com Arhivat în 26 martie 2012, la Wayback Machine.